# The Secrets - Segreti
The Secrets - Segreti (Ha-Sodot) è un film del 2007 diretto da Avi Nesher.

## Trama
Naomi è una giovane ebrea a cui è appena morta la madre ed è destinata presto ad un matrimonio impostole dal padre. Forse per la perdita appena avuta o probabilmente per il suo innato interesse per le Sacre Scritture, ma anche perché non prova nessun sentimento per il futuro marito (anzi, è contenta quando non lo vede), la giovane chiede al padre di essere mandata a studiare i Testi in una comunità di ragazze e posticipare il matrimonio. Giunta al seminario fa amicizia con le proprie compagne di stanza tranne che con la ribelle Michelle, che sembra totalmente disinteressata allo studio. Ma Naomi viene affiancata proprio a Michelle nel progetto di aiuto ai bisognosi della cittadina. Le due vengono mandate a prendersi cura della signora Anouk, una donna malata di cancro e di cuore che in passato ha tradito il marito e compiuto un omicidio preterintenzionale. Per lei, che presto è destinata alla morte, sembra non esserci alcun modo di scampare al severo giudizio divino, finché Naomi e Michelle (divenute ormai intime amiche, al punto di avere tra loro rapporti sessuali) non trovano il modo, grazie alle Scritture, di mondare i suoi peccati. Ma per questo motivo, aver trasgredito alle leggi che non davano scampo ad Anouk (che intanto è morta in ospedale, dopo l'ennesimo attacco di cuore, confortata dalle due ragazze), entrambe vengono espulse dal seminario.
Sui rapporti sessuali tra donne, Naomi convince Michelle che averne non è peccato: secondo le Scritture è la dispersione del seme ad offendere Dio: quindi è peccato il sesso tra due uomini, non tra due donne (così dice Naomi). 
Nel frattempo, un giovane clarinettista, Yanki, corteggia apertamente Michelle, fino a chiederle di sposarlo. Lei accetta, facendo infuriare Naomi, che le aveva proposto di andare a vivere insieme.
Qualche giorno dopo Yanki si presenta nella nuova casa di Naomi, per invitarla al matrimonio. Le dice che Michelle ci terrebbe alla sua presenza, perché la ama, più di quanto ami lui. Per tutta risposta la ragazza, pazza di gelosia, gli scaglia addosso un vaso, ferendolo ad una guancia.

Il matrimonio viene celebrato, Naomi è presente. Lo sposo porta in viso il segno della ferita. Le due ragazze si rappacificano e ballano insieme. La storia d'amore tra di loro è finita, la loro amicizia no.

## Accoglienza

### Incassi
Il film ha incassato, in america, 122.094 dollari americani.

### Critica
Metacritic dà al film un voto di 72/100 su un totale di 15 critici. FilmTv.it ha dato al film 3 stelle su 5.

## Riconoscimenti
- Candidatura ai GLAAD Media Awards 2010 nella categoria miglior film della piccola distribuzione
- Candidatura agli Ophir Award nella categoria migliori costumi (Inbal Shuki).